# Xorides longicaudus
Xorides longicaudus är en stekelart som beskrevs av Mao-Ling Sheng och Wen 2008. Xorides longicaudus ingår i släktet Xorides och familjen brokparasitsteklar. Inga underarter finns listade i Catalogue of Life.